# إنف (أمر)
إنڤ (بالإنجليزية: env)‏ هو برنامج كمبيوتر يوجد في أنظمة تشغيل يونكس والأنظمة الشبيهه ليونكس. يُستخدم لطباعة قائمة متغيرات البيئة أو لتشغيل أداة أخرى ببيئة مختلفة من دون تغيير البيئة الحالية. باستخدام env يمكن إضافة وإزالة وتعديل المتغيرات الحالية بتعيين قيم جديدة لهم.